# Цона Комерчале Пјане ди Потенца (Мачерата)
Цона Комерчале Пјане ди Потенца је насеље у Италији у округу Мачерата, региону Марке.
Према процени из 2011. у насељу је живело 60 становника. Насеље се налази на надморској висини од 89 м.